# Giro di Romagna 1953
Il Giro di Romagna 1953, ventinovesima edizione della corsa, si svolse il 14 giugno 1953 su un percorso di 287 km. La vittoria fu appannaggio dell'italiano Giancarlo Astrua, che completò il percorso in 7h23'00", precedendo i connazionali Rino Benedetti e Danilo Barozzi.

## Ordine d'arrivo (Top 10)
| Pos. | Corridore             | Squadra         | Tempo    |
| ---- | --------------------- | --------------- | -------- |
| 1    | Giancarlo Astrua      | Atala           | 7h23'00" |
| 2    | Rino Benedetti        | Bianchi-Pirelli | s.t.     |
| 3    | Danilo Barozzi        | Atala           | s.t.     |
| 4    | Aldo Zuliani          | Bottecchia      | s.t.     |
| 5    | Agostino Coletto      | Fréjus          | s.t.     |
| 6    | Tranquillo Scudellaro | Atala           | s.t.     |
| 7    | Luciano Maggini       | Legnano         | a 2'50"  |
| 8    | Oreste Conte          | Bottecchia      | s.t.     |
| 9    | Dante Rivola          | Bartali         | s.t.     |
| 10   | Elio Brasola          | Torpado         | s.t.     |